# Église Saints-Pierre-et-Paul d'Erpent
Pour les articles homonymes, voir Église Saints-Pierre-et-Paul.
L'église Saints-Pierre-et-Paul d'Erpent est un édifice religieux catholique sis à Erpent, village aujourd'hui rattache à la ville de Namur, en Belgique. L'église est érigée par les chanoines augustins de l'abbaye de Géronsart en 1771. Elle remplace au même endroit une ancienne église romane démolie en 1750 par le Chanoine François Mouchon, curé du village à l'époque.
Depuis la date de sa construction, l’édifice n’a pas subi de transformation majeure et chaque restauration a été appliquée dans le souci de garder son caractère originel. Le réemploi des fûts des vieilles colonnes toscanes de l'ancienne église romane qui précédait l'édifice actuel est l'un des atouts majeur de Saints-Pierre-et-Paul d'Erpent.

## Introduction
Autrefois village rural à structure lâche, Erpent est aujourd'hui une localité résidentielle de la périphérie namuroise. Plusieurs styles de constructions s'y mélangent, depuis le bâti rural ancien jusqu'à l'habitat contemporain. La chaussée de Marche (RN 4) scinde la localité en deux parties: « le vieil Erpent », soit le village proprement dit, et « le nouvel Erpent », soit l'extension résidentielle qui se déploie autour du collège des Jésuites. Du côté est de la chaussée, la rue des Aubépines, l'avenue des Acacias et la rue Regnié-Durette concentrent l'essentiel du bâti ancien du « vieil Erpent ». S'y greffent de multiples petites rues en cul-de-sac qui forment le noyau original du village. Le cœur de ce noyau est occupé par l'église Saints-Pierre-et-Paul qui domine le vallon du ruisseau d'Erpent.

Jusqu'en 1786, lors de la révolution française, la cure d'Erpent est desservie par l'un ou l'autre chanoine de l'abbaye de Géronsart. Jusqu'en 1803, l'église dépend de cette même abbaye augustinienne (règle de saint Augustin) qi relève de la principauté de Liège. Ensuite, lors du rétablissement du culte, la paroisse d'Erpent est réunie avec celles de Lives-sur-Meuse et de Brumagne, et relève de l'église paroissiale de Wierde. En 1804, Erpent est uni à Andoy, et en 1840, devient une succursale indépendante.

## Histoire

### Construction
En 1750, le chanoine Mouchon, curé d’Erpent, est cité à comparaître devant son supérieur, l’abbé de Géronsart avec lequel il avait eu de graves litiges. Il décide, dans le but de nuire à son supérieur, de faire démolir l’ancienne église romane. Il faut attendre 21 ans pour que l'église Saints-Pierre-et-Paul d'Erpent soit reconstruite par les moines de l'abbaye de Géronsart. Pour ce faire les tambours des colonnes et les cintres en pierre de l’ancienne église sont réemployés pour former les arcades de part et d’autre de la nef centrale. Des pierres tombales du cimetière, antérieures à la date de construction de la nouvelle église, furent placées parmi les dalles du dallage des collatéraux et du chœur.

### Modifications
Les premiers ajouts au gros œuvre de l’église sont des pierres tombales sur la façade ouest et sur le mur central du chevet. L’une d’entre elles fut posée en 1791, tandis que les deux autres datent de 1792. Il semble que, par après, l’église ne subit aucune modification importante avant 1843.

- En juin 1869 le Commissaire de l’Arrondissement de Namur estime qu’une restauration de la tour est nécessaire. Le projet de l'architecte chargé des travaux a aussi pour but d’agrandir l’église, d’élever la flèche du clocher et de restaurer le mobilier. Le manque d'iconographie ancienne et l'état actuel de l'église ne permettent pas de confirmer que le clocher ait été surélevé.
- En 1879 les bancs de communion sont retirés du chœur dans le but de créer plus d’espace dans l’église. Le 28 février le Gouverneur de la province de Namur fait part à l’architecte provincial du souhait de créer un espace pour les enfants dans la sacristie nord. Les matériaux de l’ancienne sacristie sont utilisés pour reconstruire la nouvelle annexe.
- En 1881 un nouvel enduit est posé sur l’intégralité des murs intérieurs de l’église. Un an plus tard, les murs de l’église et du cimetière sont rejointoyés. Il semble ensuite que pendant plus d’une quarantaine d’années, l’église ne subit aucune transformation majeure.
- En décembre 1926 l’électricité est installée exclusivement dans les collatéraux.
- Durant l’occupation allemande de la Seconde Guerre mondiale, il est ordonné à toutes les églises de Belgique de céder leurs cloches en bronze à l’occupant. Le 17 août 1943, une des cloches du clocher de l’église, qui en compte deux, est descendue au sol. L’église subit certainement d’autres dégradations pendant la période 1940-1945, car en 1951 des travaux ont lieu pour renouveler les couvertures de la nef et des collatéraux, ainsi que celle de l'annexe nord dans le souci de conserver le caractère ancien des toitures de l’église. Dans le même temps le secrétaire de la paroisse manifeste son inquiétude quant aux travaux en cours du plafond de la nef. Les directives adressées aux entrepreneurs ne précisent pas qu’il faille conserver les moulures d’origine qui décorent le plafond. Le secrétaire insiste pour qu’un grand soin soit apporté au rétablissement complet du plafond. Des moulures sont visibles sur le plafond de la nef aujourd’hui, il n’y a aucune certitude qu’il s’agisse bien des moulures d'origine.
- En janvier 1968, un projet de polychromie est réalisé par Louis-Marie Londot à cause des infiltrations d’eau dans le chœur qui a besoin d’un replâtrage, et le plafond de la sacristie sud qui menace de s’effondrer.
- En 1969, un renouvellement complet de l’installation électrique de l’église est réalisé. En 1994 des travaux pour restaurer la toiture sont mis en œuvre.
- En 2008, la Ville de Namur (dont le village d'Erpent désormais dépend) décide d’appliquer une nouvelle peinture sur tous les murs de l’église, et d’installer des sanitaires dans la sacristie sud. Lors de ces travaux le trou de la tribune du chœur communiquant avec l’ancienne sacristie est rebouché. À la suite de dégradations volontaires par des jeunes de la paroisse, des panneaux en plastique translucide ont été placés à l’extérieur des baies des collatéraux, de la nef et du chœur.

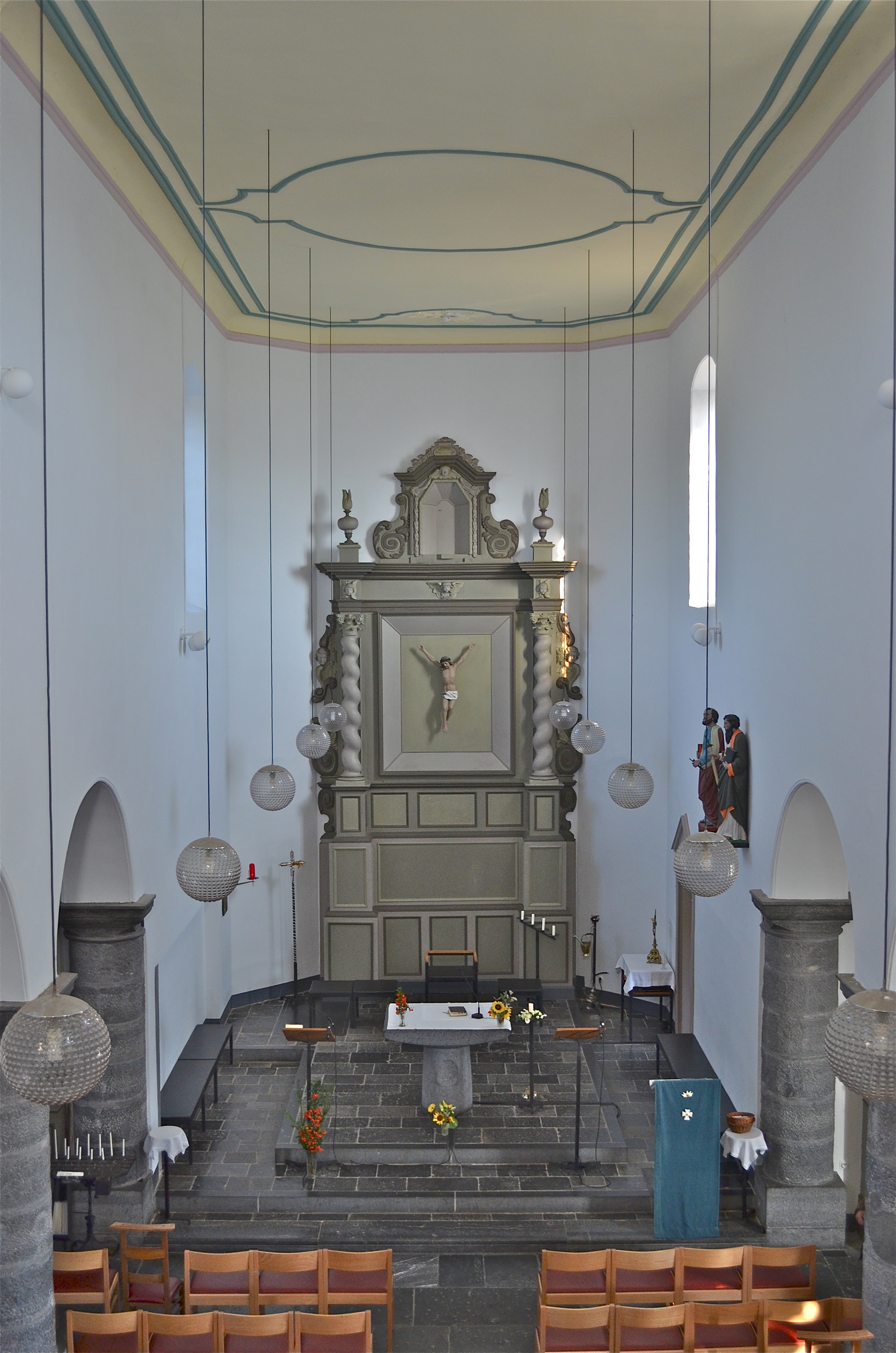
Vue du chœur

Le manque de documentation ne permet pas de dater des éléments ajoutés postérieurement à la date de construction. Le premier de ces éléments est la tribune de l'orgue qui semble postérieure à la date de construction de l’église. Une autre interrogation se rapporte aux constructions successives de l’ancienne sacristie nord. La différence de matériaux et de leur couleur, montre qu’elle a connu deux autres phases de construction après le premier agrandissement de 1879. Une troisième interrogation concerne les changements apportés au dallage du chœur. Grâce à des photographies anciennes il est possible de voir l'évolution du sol, d'abord avec une succession de marches se rétrécissant en demi-ovale, ensuite recouvert d'un tapis, puis en 1945 la configuration des marches change, mais n’est pas encore celle que l’on peut observer aujourd’hui. Une dernière interrogation concerne les fenêtres et les deux baies rebouchées présentes sur les murs est des sacristies. La forme et les matériaux utilisés pour ces fenêtres (châssis en bois, barres de fer…) n’ont rien de commun avec les autres fenêtres du bâtiment. En ce qui concerne les baies rebouchées, nous ne savons ni pourquoi, ni quand celles-ci ont été comblées.

### État de conservation
Dans son ensemble l’église est dans un bon état de conservation car de nombreuses restaurations ont été réalisées.

#### Extérieur
Sur les façades extérieures les dégradations sont de différents types. Tout d’abord, en ce qui concerne l’appareil en brique, certaines se déchaussent, sont brisées ou fendues. Par endroits, les joints du dernier rejointoiement ont disparu et laissent entrevoir les joints précédents. Sur les murs de l’ancienne sacristie nord, un décollement s’est produit, formant une lézarde entre la maçonnerie de la dernière annexe construite et les murs auxquels elle se rattache. Les dégradations sur l’appareil en pierre sont de deux types; soit les pierres sont fendues, soit leur surface est recouverte de cristaux.

#### Intérieur
Les dégradations intérieures se situent majoritairement sur les colonnes et l’enduit des murs. Le fût de chacune des colonnes est criblé de toutes sortes de restaurations en ciment gris incisé, parfois peint pour tenter d’imiter la surface de la pierre. La plupart des chapiteaux et des angles des bases présentent des ébréchures plus ou moins fortes. D’autres sortes de dégradations sont particulières à certaines colonnes : le mortier qui recouvre les joints entre les pierres a disparu par endroits laissant apparaître les joints primitifs. Le côté saillant vers la nef du chapiteaux de certaines colonnes semble avoir été amputé puis recomposé grâce à une pièce de bois peinte en gris imitant la pierre  L’amputation du chapiteau d'une des colonnes s’explique par l’ancienne présence de la chaire de vérité dans la nef, mais aucune explication ne peut être apportée pour les chapiteaux des autres colonnes. Le retrait de la chaire de vérité motive aussi les importantes rénovations réalisées en ciment sur le fût. Un enduit peint en blanc recouvre l'intégralité des murs intérieurs. Seul le plafond présente une polychromie. La peinture n’empêche pas d'observer les fissures sous-jacentes dans l'enduit.

## Description

### Plan et volumétrie

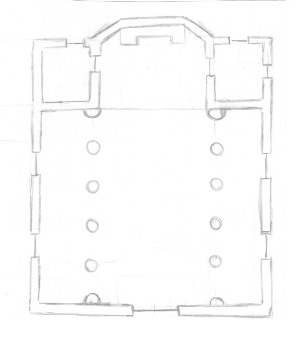
Plan de l'état de 1771

Le plan de l'église se développe en une nef à trois vaisseaux et cinq travées. Le vaisseau central est plus large que les collatéraux, et se prolonge par un chœur de forme trapézoïdale, encadré par deux sacristies. La façade occidentale est surmontée d'un clocher.

### Extérieur
Les murs de l'édifice sont construits en pierres calcaires, grès schisteux et briques rouges apparentes dont les joints sont très friables et de couleur blanche. La pierre de Meuse est utilisée pour les chaînes d'angle en besace, les encadrements des baies, du portail et pour composer l'assise du bâtiment.  Le grès schisteux se mélange aux pierres de Meuse sur le parement de l’édifice. La couleur des pierres varie entre le jaune rouille et le brun foncé. Des briques en terre cuite rouges couvrent les deux élévations de l'édifice. Les briques de l'église sont fabriquées manuellement comme certaines traces peuvent le laisser penser. Elles sont posées croisées, les lignes d'assise alternant entre des panneresses et des boutisses. Au bord du triangle du pignon, ainsi que sur ceux des sacristies, la technique des épis a été mise en œuvre de manière que les bords soient plus rectilignes. Au sommet des murs les briques sont posées dans un sens différent afin d'aménager un surplomb pour la corniche du toit.

La façade ouest présente un moellonage de pierres calcaires disposé en un appareil régulier. Les pierres de Meuse y sont dégrossies plus soigneusement que sur les autres façades. La façade nord montre un appareil avec une alternance d'assises régulières de moellons de pierre calcaire et de moellons de grès. La façade sud, le chevet et les murs des sacristies, présentent un appareil similaire, à la seule différence que celui de la façade sud possède des pierres de Meuse en plus grand nombre.

Des baies en plein cintre percent la façade ouest, les murs des collatéraux, de la partie supérieure du vaisseaux central de la nef et du chœur. La structure d'encadrement des baies est commune à chaque façade, elles se composent d’un linteau en forme d’arc en anse de panier avec clé centrale. Les baies de la façade ouest se superposent, la première se trouve entre les deux élévations de la nef centrale et la deuxième fait partie du clocher. Celles des collatéraux se trouvent au niveau de la deuxième et quatrième travée. Le chevet est éclairé latéralement par deux baies situées entre les deux niveaux d’élévation de la nef.

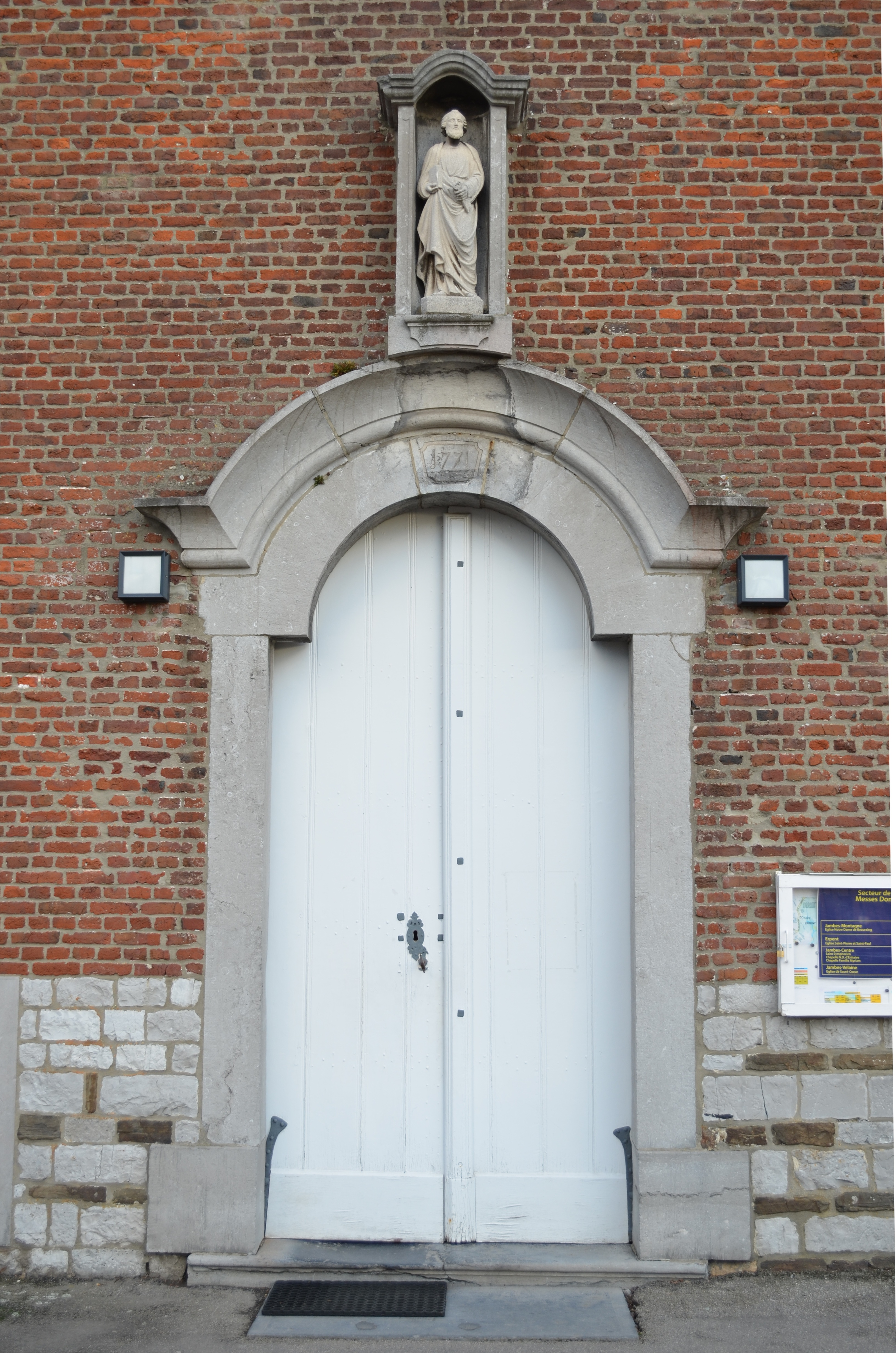
Portail

Au centre de la façade ouest se trouve un portail en plein cintre avec retours droits, bordé d’un tore et d’une corniche moulurée. La date de construction de l’église est inscrite sur la clé du portail. Ce dernier est coiffé d’une niche plus étroite, de conception identique, abritant une statuette de  saint Pierre. Les trois faces du clocher, excepté celle de la façade ouest, sont recouvertes par des ardoises 14/24 posées avec clous en cuivre, sous une frise de ces mêmes ardoises posées à l’envers. Ces dernières sont identiques à celles de la couverture de la flèche pyramidale qui surmonte le clocher.

Un toit à deux versants surmonte l’ensemble de l'édifice. La couverture du toit de la nef est composée d’ardoises 20/36 à crochet en cuivre. Le revêtement des faîtages et des arêtiers est en plomb. La toiture du vaisseaux central de la nef se prolonge sur le chevet et se termine par une croupe.

La configuration exacte des sacristies ne peut être qu’hypothétique. Elles sont les parties de l’édifice ayant subi le plus de modifications. Si l’intégralité des sacristies ne peut être assurée, certaines affirmations peuvent être formulées: l’élévation de ces deux annexes est inférieure à celle des collatéraux et la couverture du toit en appentis est composée d’éternits 30/30 avec crochets en cuivre.

Le vitrail qui remplit les baies des murs des collatéraux et du chœur est similaire. Ces vitraux présentent une combinaison de verres plats incolores en forme de losange dans une armature en plomb. Cette armature est composée d’un cercle contenant un rondel de verre bleu, entre deux baies géminées à arc brisé, renfermant une forme trilobée et un quadrillage de losanges. Le tout comprend un cadre rempli de losanges dont les verres présentent des motifs divers, mais répétitifs, blanc opaque. Ces motifs n'apparaissent pas dans l'armature entièrement composée d'un quadrillage de losanges qui ferme les baies du vaisseaux central de la nef. La baie de moindre taille de la façade ouest, ainsi que les deux autres baies rectangulaires du clocher ne contiennent pas de verrière. Soit leur contenu a disparu, soit elles étaient laissées vides.

Le portail de la façade ouest est fermé par une porte en bois dont les planches verticales sont maintenues à l’aide de quatre planches horizontales fixées au dos des battants par une série de petits clous en fer. Une autre planche horizontale est clouée sur la face extérieure de la porte, au bas des battants. Une dernière planche verticale et moulurée, recouvre la liaison entre les deux battants. Les gonds, l’armature, la serrure et la poignée sont en fer forgé. Cette même matière est utilisée pour réaliser le coq posé sur une croix qui domine le clocher.

### Intérieur
À l’intérieur de l’édifice, toutes les surfaces murales sont recouvertes d’un enduit blanc à l’exception des colonnes et des arcades soutenant le niveau supérieur du vaisseaux central de la nef.

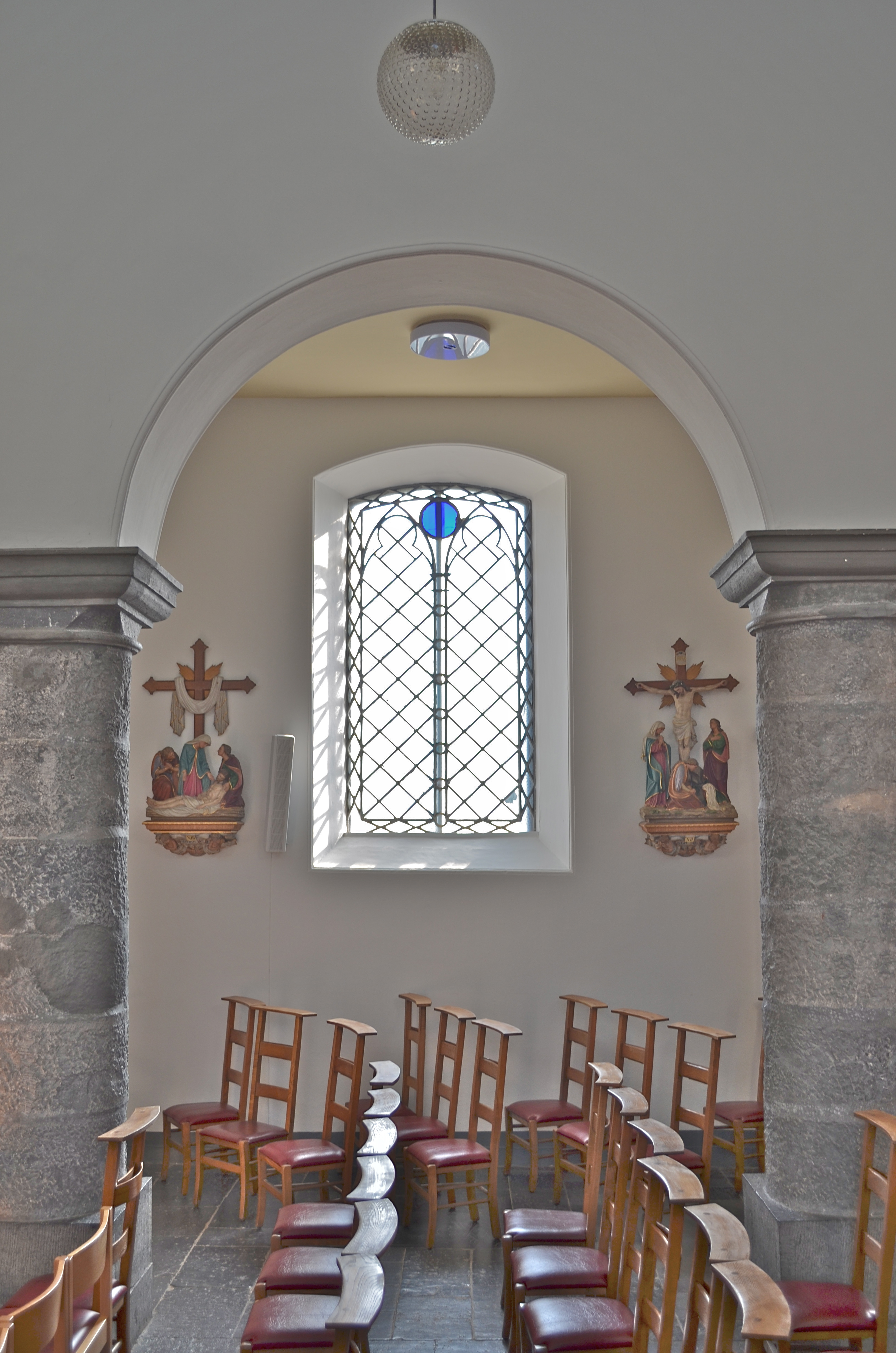
Vue d'une travée avec colonnes et vitrail

Après avoir passé le portail d’entrée de la façade ouest, on se retrouve directement dans le vaisseau central de la nef flanqué de collatéraux. Le vaisseaux central est encadré par des colonnes toscanes en calcaire dont les futs proviennent de l’ancienne église romane. La base des colonnes est composée de deux blocs formant un cube. Les six niveaux de pierres cylindriques qui composent le fût sont soit des monolithes, soit la jonction de deux blocs en demi cylindre pour n’en former plus qu’un. Les pierres sont taillées au ciseau et à la broche. Les colonnes se terminent par des chapiteaux. La nef est rythmée par une élévation à deux niveaux caractérisée par les arcades supportées par les colonnes et les fenêtres hautes. Un plafond plat est recouvert de moulures polychromes.

Les collatéraux sont percés par deux baies dont les ébrasements intérieurs sont assez larges pour laisser entrer la lumière. Dans le collatéral nord le support pour la cuve des fonts baptismaux est encastré dans le coin entre les murs ouest et nord. Tout comme la nef centrale, les collatéraux sont surmontés d'un plafond plat, mais sans moulures.

Le chœur est surélevé par rapport au sol de la nef. Le premier niveau d'élévation du chœur est caractérisé par les deux portes se faisant face, et donnant accès aux sacristies qui encadrent le chœur. Le chambranle en bois est façonné à la façon de deux pilastres antiques surmontées d'un tympan triangulaire posé sur un linteau. De grandes baies latérales, alignées avec les portes marquent le second niveau d'élévation. Le plafond plat est une prolongation du plafond de la nef.

Le sol est probablement recouvert de dalles en marbre de Denée, plus ou moins fossilifères ou marquées par des traces d’outils.

## Style
Il serait nécessaire de faire une analyse stylistique de l’église Saints-Pierre-et-Paul d’Erpent, car celle-ci est quasiment inexistante dans les sources. Ce manque d’intérêt des auteurs s’explique sûrement par la simplicité de l’édifice et son patrimoine qui n’est pas classé.